# Ulfborg
Ulfborg er en stationsby tæt ved Nissum Fjord i Vestjylland. Byen har 2.004 indbyggere  (2025) og ligger på den vestjyske længdebane mellem Ringkøbing og Holstebro. Ulfborg ligger i Holstebro Kommune og hører til Region Midtjylland.
I det tidligere rådhus, i dag kaldet Tinghuset, er der en borgerservice, der servicerer i de opgaver, der ikke kræver fagspecialister. Derudover huser bygningen også Kulturforeningen Tinghuset, Vestjysk Kunstforening, Ulfborg-Vemb boligforening, Ulfborg-Vemb lokalhistorisk arkiv og en afdeling af DGI Vestjylland.
Biblioteket, der blev indviet i 1997, ligger i et bygningskompleks på torvet og rummer ca. 20.000 bøger og andre medier.
Ulfborg Gæstgivergaard blev opført i 1878, renoveret i 2007 og har restaurant, værelser og en sal med plads til 150 spisende gæster.
I stationsbyen ligger Ulfkær Kirke under Ulfborg Sogn.
Det kongeligt privilegerede Ulfborg Marked blev afholdt første gang den 21. august 1840. Besøgstallet været konstant stigende. Markedet afholdes hvert år i uge 33 på det grønne område ved Ringvejen.
I 2024 blev VW & Retro Museum hædret som Danmarks Bedste Museum i en afstemning på Opdagdanmark.dk
Et par kilometer mod vest ses den karakteristiske rød-hvide 54 meter høje vindmølle, Tvindmøllen, ved skolesamvirket Tvind. Mod øst ligger store hedestrækninger.

## Historie
Den del af den vestjyske længdebane, som Ulfborg ligger på, blev åbnet den 31. marts 1875.
I 1879 beskrives forholdene således: "Ulvborg Kirke, Ulvborg Præstegaard, en Skole ved Kirken, desuden 3 Biskoler (den nordre, østre og søndre), Jernbanestation".
Ved århundredeskiftet havde Ulfborg kirkeby kirke, præstegård, sparekasse (oprettet 1870) og forsamlingshus (opført 1884), mens Ulfborg stationsby havde filialkirke, missionshus (opført 1902), skole (Sønderkjær Skole), epidemihus (ejet af amtskommunen, opført 1893; Arkitekt: Østergaard Nielsen, med 18 senge og desinfektionsanstalt), apotek, distriktslægebolig, flere læger, dyrlæge, fællesmejeri, handlende, håndværkere osv., markedsplads (marked i april, august og oktober, det største marked med heste og kreaturer i Vestjylland), jernbane-, telegraf- og telefonstation samt postkontor.
Ifølge folketællingen 1930 levede af Ulfborgs 1.005 indbyggere 78 af landbrug, 356 af industri, 152 af handel, 102 af transport, 44 af immateriel virksomhed, 138 af husgerning, 138 var ude af erhverv og 2 havde ikke givet oplysninger.

## Skoler og fritidscenter
Ulfborg Børnehus er en kommunal børneinstitution med plads til 88 børn i alderen 3 – 6 år. Senest er institutionen udvidet med en vuggestue med plads til 12 børn
Ulfborg Skole på Holmgade er en folkeskole med klasser fra 0 til 9. med ca. 330 elever.
Der er endvidere en specialklasse med 34 elever. Der er 35 lærere og 15 pædagoger/medhjælpere på skolen. I tilknytning til skolen er der et skolefritidshjem med 110 børn.
Ulfborg Friskole blev lukket efter den gik konkurs i maj 2013.
Ulfborg Aktiv Center har afdelinger med pleje og ældreboliger, aktivitetscenter samt køkken og cafeteria. Boligdelen består af 58 boliger samt gæstestuer beregnet til kortere ophold i forbindelse med rehabilitering, rekreation m.m. Aktivitetscentret er et hus med flere værksteder, som tilbyder aktivitets- og dagtilbud til borgere, som bor på stedet og til pensionister fra lokalområdet. Centerets Cafeteria kan benyttes af borgere, som bor på stedet samt pensionister bosiddende i lokalområdet, der benytter aktivitetsdelen i centret. I cafeteriet afholdes arrangementer for de ældre.
På Sportsvej ligger Vestjydsk Fritidscenter som råder over en traditionel idrætshal med faciliteter til håndbold, indefodbold, badminton, volleyball, basketball, karate, boksning og gymnastik. Der er desuden en ny multisal, fitnesscenter og Ulfborg Svømmecenter med tre bassiner, hvoraf de to har en vandtemperatur på 32 grader. Der er endvidere en 40 meter lang vandrutschebane.

## Ulfborg Kirkeby
Ca. fire kilometer nord for byen i den lille landsby Ulfborg Kirkeby med ca. 130 indbyggere ligger Ulfborg Kirke hørende under Ulfborg Sogn. Kirken er opført i 1200-tallet og er blandt andet kendt for sin lektorieprædikestol. Vest for landsbyen ligger Felsted Kog, der har været vildtreservat siden 1936

## Handel
Ulfborg byder på både butikker med dagligvarer, sko, tøj, smykker, blomster og møbler.